# Rejchartice
Rejchartice är en ort i Tjeckien. Den ligger i regionen Olomouc, i den östra delen av landet, 180 km öster om huvudstaden Prag. Rejchartice ligger 503 meter över havet och antalet invånare är 185.
Terrängen runt Rejchartice är lite kuperad, och sluttar söderut. Runt Rejchartice är det ganska tätbefolkat, med 80 invånare per kvadratkilometer. Närmaste större samhälle är Šumperk, 7,0 km söder om Rejchartice. Trakten runt Rejchartice består till största delen av jordbruksmark.